# Quận Cascade, Montana
Quận Cascade là một quận thuộc tiểu bang Montana, Hoa Kỳ.
Quận này được đặt tên theo. Theo điều tra dân số của Cục điều tra dân số Hoa Kỳ năm 2000, quận có dân số người. Quận lỵ đóng ở.

## Địa lý
Theo Cục điều tra dân số Hoa Kỳ, quận có diện tích km2, trong đó có km2 là diện tích mặt nước.

## Thông tin nhân khẩu
Theo điều tra dân 2 năm 2000, quận này đã có dân số 80.357 người, 32.547 hộ gia đình, và 21.448 gia đình sống trong quận hạt. Mật độ dân số là 12/km ² (30/sq mi). Có 35.225 đơn vị nhà ở mật độ trung bình của 5/km ² (13/sq mi). Thành phần chủng tộc của cư dân sinh sống trong quận gồm 90,72% người da trắng, 1,12% da đen hay Mỹ gốc Phi, 4,22% người Mỹ bản xứ, 0,81% châu Á, Thái Bình Dương 0,08%, 0,68% từ các chủng tộc khác, và 2,36% từ hai hoặc nhiều chủng tộc. 2,43% dân số là người Hispanic hay Latino thuộc một chủng tộc nào. 22,5% là người gốc Đức, 11,1% người Ailen, Na Uy 10,2%, 8,8% gốc Anh và 7,7% gốc Mỹ theo điều tra dân số năm 2000. 95,4% nói tiếng Anh, tiếng Tây Ban Nha 1,7% và 1,1% tiếng Đức là ngôn ngữ đầu tiên của họ.
Có 32.547 hộ, trong đó 32,20% có trẻ em dưới 18 tuổi sống chung với họ, 52,30% là đôi vợ chồng sống với nhau, 9,90% có một chủ hộ nữ và không có chồng, và 34,10% là không lập gia đình. 28,80% hộ gia đình đã được tạo ra từ các cá nhân và 10,90% có người sống một mình65 tuổi hoặc cao hơn. Cỡ hộ trung bình là 2,41 và cỡ gia đình trung bình là 2,97.
Trong quận cơ cấu độ tuổi dân cư được trải ra với 26,00% dưới độ tuổi 18, 9,10% 18-24, 28,10% 25-44, 22,80% từ 45 đến 64, và 14,00% từ 65 tuổi trở lên người. Độ tuổi trung bình là 37 năm. Đối với mỗi 100 nữ có 97,90 nam giới. Đối với mỗi 100 nữ 18 tuổi trở lên, đã có 95,70 nam giới.
Thu nhập trung bình cho một hộ gia đình trong quận đạt mức USD 32.971, và thu nhập trung bình cho một gia đình là USD 39.949. Phái nam có thu nhập trung bình USD 28.993 so với 20.970 USD đối với phái nữ. Thu nhập bình quân đầu người là 17.566 USD. Có 10,40% gia đình và 13,50% dân số sống dưới mức nghèo khổ, bao gồm 18,60% những người dưới 18 tuổi và 8,40% của những người 65 tuổi hoặc cao hơn.